# Nomioides caspicus
Nomioides caspicus är en biart som beskrevs av Blüthgen 1934. Nomioides caspicus ingår i släktet Nomioides och familjen vägbin. Inga underarter finns listade i Catalogue of Life.